# Raúl Rivero

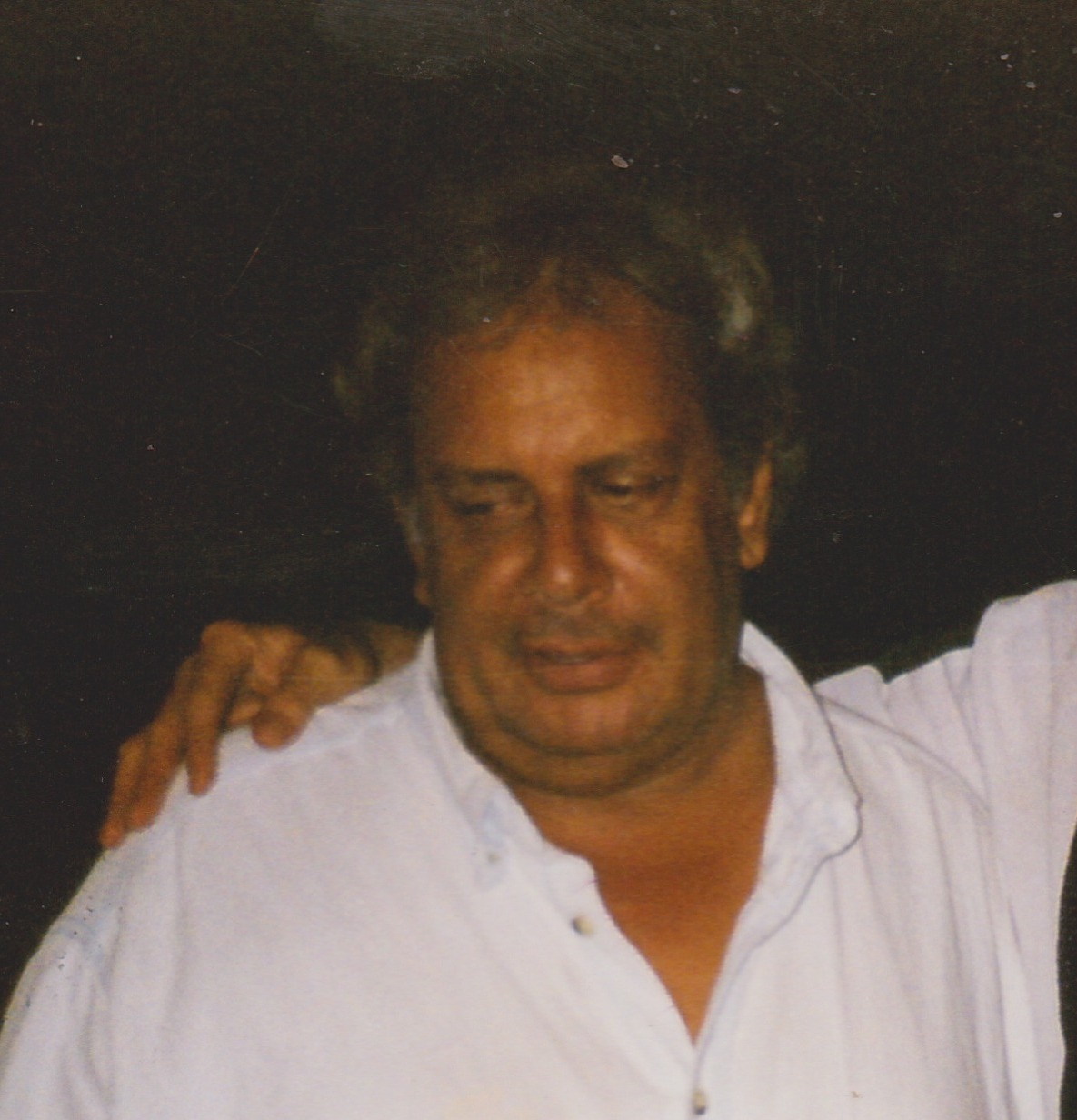
Raúl Rivero, 1998

Raúl Rivero Castañeda (* 23. November 1945 in Morón, Kuba; † 6. November 2021 in Miami, Florida) war ein kubanischer Dichter, Journalist, Dissident und ehemaliger politischer Gefangener, der seit seiner Freilassung im Exil lebte.

## Aufstieg als Journalist und Dichter
Raúl Rivero studierte an der Universität Havanna Journalismus und gehörte dort 1969 zu den 21 ersten Absolventen dieses Studienganges, dessen Studenten ein strenges, von der Kommunistischen Partei kontrolliertes Auswahlverfahren zu durchlaufen hatten. Bereits in der Studienzeit begann er, für die vom kommunistischen Jugendverband herausgegebene Zeitung Juventud Rebelde und die vom Studentenverband FEU veröffentlichte Zeitschrift Alma Máter zu schreiben, ebenso für die Kulturseite der kubanischen Zeitschrift El Mundo. 1966 war er Mitbegründer der satirischen Zeitschrift Caimán Barbudo. Nach dem Studium arbeitete er hauptberuflich als Journalist, zunächst ab 1969 bei der im Ausland vertriebenen Zeitschrift Cuba Internacional. Von 1973 bis 1976 war er Korrespondent der offiziellen kubanischen Nachrichtenagentur Prensa Latina in Moskau und ab 1977 deren Ressortleiter „Kultur und Wissenschaft“ in Havanna. Nachdem er sich um die Beendigung seiner Anstellung bei Prensa Latina bemüht hatte, arbeitete er bis 1981 innerhalb der kubanischen Schriftsteller- und Künstlervereinigung (UNEAC) als persönlicher Assistent des Vorsitzenden Nicolás Guillén sowie gleichzeitig als Sekretär für Öffentlichkeitsarbeit und Veröffentlichungen. Er veröffentlichte zudem Artikel in den Zeitschriften Bohemia, Unión, Casa de las Américas und Gaceta de Cuba.
Neben seiner journalistischen Berufstätigkeit verfasste Rivero Gedichte. Sein Gedichtband mit dem Titel Papel de hombre (Die Rolle des Menschen) wurde 1969 von der UNEAC ausgezeichnet und anschließend als Erstlingswerk veröffentlicht. Werke Riveros wurden später in acht Sprachen übersetzt.
Riveros „gesellschaftskritische Poesie ist von kraftvoller Spontaneität, gelegentlich von trockener Ironie durchdrungen.“
1980 sorgte er bei einer Literaturpreisverleihung im Kulturzentrum Casa de las Américas für einen Eklat, als er betrunken und lautstark zunächst die zwei höchsten Vertreter des kubanischen Kulturbetriebs unflätig beleidigte und anschließend seine damalige Ehefrau, die seinen selbstzerstörerischen Ausbruch zurückhalten wollte, vor den Augen der versammelten Prominenz durch einen Stoß eine Treppe hinunter fallen ließ. Nach eigener Aussage hatte er zuvor erfahren, dass das Kulturministerium der Jury des Literaturwettbewerbs mitgeteilt hatte, sein als Beitrag eingereichter Gedichtband habe „ein ideologisches Problem“. In der Folge wurde Rivero aus den einflussreichen Kreisen des Kulturbetriebs ausgeschlossen, bis ihn sein zwischenzeitlich durch persönliche Beziehungen zur Staatsführung zu Einfluss gekommener, langjähriger Freund Norberto Fuentes ab Mitte der 1980er Jahre gesellschaftlich zu rehabilitieren half: Rivero begleitete Fuentes 1988 als Kriegsberichterstatter in Angola und wurde von Fuentes Verteidigungsminister Raúl Castro vorgestellt, mit dem er sich rasch anfreundete. In dessen Ferienhaus leistete er sich jedoch nach einem neuerlichen Alkoholexzess einen Tabubruch, indem er sich Raúls Töchtern zu nähern suchte und Fidel Castros Politik vehement kritisierte, woraufhin er wenig später – laut eigener Aussage – vom Politbüro der Kommunistischen Partei mit einem unausgesprochenen Berufsverbot belegt und erneut gesellschaftlich isoliert wurde.

## Bruch mit dem Castro-Regime
1989, dem Jahr des endgültigen politischen Umbruchs in den damaligen sozialistischen Bruderstaaten Kubas in Osteuropa, erklärte Rivero kurz nach der umstrittenen Hinrichtung des populären Angola-Kriegshelden General Arnaldo Ochoa und weiterer Offiziere, seinen Rücktritt aus der Schriftstellerunion UNEAC. Ohne Aussicht auf eine Anstellung lebte Rivero mit seiner Frau vom illegalen Handel mit Sandalen und Zigarren und verkaufte sein Auto. 1991 verfasste er gemeinsam mit anderen Intellektuellen den „Brief der Zehn“. Die Unterzeichner setzten sich darin für einen grundlegenden Wandel Kubas ein. Zu den konkreten Forderungen gehörten demokratische Wahlen und Reisefreiheit ebenso wie die Freilassung der politischen Gefangenen, ein Hilfsgesuch an die Organisationen der Vereinten Nationen und die Wiederzulassung von privaten Bauernmärkten zur Linderung des drastischen Mangels an Nahrungsmitteln. Hierdurch kam es zum offenen Bruch mit dem herrschenden Regime, das seit dem Sieg der Revolution 1959 von Fidel Castro angeführt wurde. Im selben Jahr erklärte Rivero, nicht mehr für die staatlich kontrollierten Medien des Landes arbeiten zu wollen. 1992 begann er, für ausländische Zeitungen zu schreiben. 1995 gelang es ihm, vom Alkoholmissbrauch loszukommen, der sein Leben mindestens anderthalb Jahrzehnte begleitet hatte.
Im September 1995 gründete Rivero die unabhängige Nachrichtenagentur Cuba Press. Hierdurch wurde in Kuba erstmals unabhängiger freier Journalismus möglich, der weitere unabhängige Nachrichtenagenturen (unter anderen Cubanet und Cubanacán) ermutigte, von denen einige trotz staatlicher Repression weiterhin aktiv sind. 1997 war Rivero der einzige der zehn ursprünglichen Unterzeichner des Offenen Briefs der Intellektuellen von 1991, der trotz staatlich organisierter Einschüchterungsaktionen, den sogenannten Actos de Repudio, sowie Verhaftungen, Hausdurchsuchungen und Verhöre sein Land noch nicht in Richtung Exil verlassen hatte. Nach einem dreitägigen Verhör durch die kubanische Staatssicherheit berichtete Rivero im August 1997, die Behördenvertreter hätten ihm die Beendigung seiner journalistischen Tätigkeit und die Ausreise ins Ausland „mit Nachdruck nahegelegt“. Seit 1995 machte die internationale Menschenrechtsorganisation Amnesty International mehrfach auf repressive Maßnahmen der kubanischen Behörden gegen Rivero aufmerksam. Seit 1996 war Rivero mehrfach vorübergehend festgenommen worden, jedoch keines Vergehens angeklagt worden.

## Politische Haft
Im Rahmen der Verhaftungswelle des Schwarzen Frühlings (Primavera Negra) des Jahres 2003 wurde Raúl Rivero mit über 74 weiteren Schriftstellern, Journalisten, Wissenschaftlern und anderen Intellektuellen inhaftiert. Ihm wurden unter anderem „Vergehen gegen die kubanische Unabhängigkeit und der Versuch zur Spaltung der territorialen Einheit“, schriftstellerische Tätigkeit „gegen die Regierung“ und die Organisation „subversiver Treffen“ in seiner Wohnung sowie die Zusammenarbeit mit dem US-Diplomaten James Cason zur Last gelegt. In einem Schnellverfahren von nur sechs Stunden Dauer wurde er gemeinsam mit einem weiteren oppositionellen Journalisten zu 20 Jahren Haft verurteilt. Bis zu seiner Verhaftung hatte er regelmäßig für mehrere US-amerikanische und europäische Zeitungen geschrieben und war als regionaler Vizepräsident für Kuba Berichterstatter des Komitees für Pressefreiheit der Interamerikanischen Pressegesellschaft SIP/IAPA.
Seine Ehefrau Blanca Reyes gründete gemeinsam mit Angehörigen anderer gleichzeitig Inhaftierter die Menschenrechtsgruppe Damas de Blanco (Damen in Weiß), um sich öffentlich für die Freilassung der Gefangenen einzusetzen. Später wurde sie zur Sprecherin der Gruppe in Europa und gründete die Unterstützungsorganisation Asociación Damas de Blanco. Riveros Fall wurde von Amnesty International geprüft und dokumentiert und er wurde gemeinsam mit den übrigen Verurteilten des Schwarzen Frühlings zu einem Gewissensgefangenen erklärt, für dessen Freilassung sich die Organisation seitdem einsetzte.
Nach internationalen Protesten, an denen sich neben Staaten und Menschenrechtsorganisationen auch der PEN-Club unter Einbeziehung von prominenten Schriftstellern wie Václav Havel und Günter Grass beteiligten, kam Raúl Rivero im Jahre 2004 nach 20 Monaten Haft unter Berufung auf gesundheitliche Gründe mit 14 weiteren politischen Häftlingen frei.

## Exil
Rivero lebte ab Dezember 2004 zunächst in Madrid. Er war dort bis 2009 Redaktionsmitglied der von Exilkubanern aus aller Welt gemachten Zeitschrift Encuentro de la Cultura Cubana (Zusammenkunft der kubanischen Kultur). Gemeinsam mit anderen ehemaligen Encuentro-Mitarbeitern startete er Ende 2009 die Internet-Publikation Diario de Cuba, auf der er seitdem als Redaktionsmitglied regelmäßig Artikel veröffentlicht. Seit 2005 war er als Kolumnist für die Tageszeitung El Mundo in Spanien sowie für El Nuevo Herald in den USA tätig. Außerdem engagierte er sich als Vizepräsident der Fundación Hispano Cubana (Spanisch-Kubanische Stiftung) und war Vorsitzender des Einwandererbeirats der Stadt Madrid. Er gehörte von Spanien aus über mehrere Jahre dem Komitee für Pressefreiheit und Information des Interamerikanischen Presseverbands SIP/IAPA an, als dessen regionaler Vizepräsident für Kuba er bereits bis zu seiner Verhaftung 2003 fungierte.
Im Mai 2012 wurde ihm, seiner (vierten und aktuellen) Ehefrau Blanca Reyes und seiner Tochter die spanische Staatsbürgerschaft zuerkannt. Seine erste Ehefrau lebt mit einer weiteren Tochter in den USA.
Die letzten Lebensjahre verbrachte Raúl Rivero in Miami, „bis zum letzten Tag schreibend“, wie seine Ehefrau sagte, wo er auch 2021 starb.

## Auszeichnungen
- 1969: David-Preis der staatlichen kubanischen Künstler- und Schriftstellerunion UNEAC für seine erste Veröffentlichung Papel de hombre (Die Rolle des Menschen)
- 1972: Julián-del-Casal-Preis der UNEAC für den Gedichtband Poesía sobre la tierra
- 1980: Journalistenpreis 26. Juli des kubanischen Journalistenverbands für Poesía Pública[2]
- 1997: Menschenrechtspreis von Reporter ohne Grenzen[1]
- 1999: Maria Moors Cabot Preis für Internationalen Journalismus der Columbia University (New York)
- 2004: Guillermo-Cano-Preis für Pressefreiheit der UNESCO
- 2004: Agustín-Merello-Preis für Kommunikation des Presseverbands der Provinz Cádiz[20]
- 2005: Internationaler Preis der Cristóbal-Gabarrón-Stiftung (Valladolid) in der Kategorie Ideen und Geisteswissenschaften[5]
- 2005: Auszeichnung des Presseclubs Straßburg[21]
- 2005: Preis für Toleranz der Stadt Madrid[22]
- 2007: Journalistenpreis José Ortega y Gasset der Zeitung El País in der Kategorie „Beste informative Arbeit“[23]

## Werke
- Papel de hombre, 1968
- Poesía sobre la tierra, 1970
- Corazón que ofrecer, 1978
- La nieve vencida, Havanna: Girón, 1980
- Poesía pública, Havanna: UNEAC, 1983
- Cierta poesía, 1984
- Escribo de Memoria, 1985
- Firmado en La Habana, Miami, 1996
- Herejías elegidas. Antología poética, Barcelona: Betania, 1998, ISBN 978-84-8017-086-4
- Pruebas de contacto, Miami: Sibi, 1999, ISBN 978-0-9742473-0-4
- Ojo, pinta. Pintores cubanos en el periodo especial, Miami, 2000
- Antología (PDF; 371 kB), Arquitrave, 2002
- Puente de Guitarra, Puebla: Universidad Autónoma de Puebla, 2002, ISBN 978-968-86358-7-2
- Recuerdos olvidados, Madrid: Hiperión, 2003, ISBN 978-84-7517-764-9
- Sin pan y sin palabras: A favor de la libertad en Cuba, Barcelona: Península, 2003, ISBN 978-84-8307-585-2
- Lesiones de historia, Aduana Vieja, 2005, ISBN 978-84-934095-4-8
- Vidas y oficios: Los poemas de la cárcel, Madrid, 2006, ISBN 978-84-8307-732-0